# Rosario Iglesias

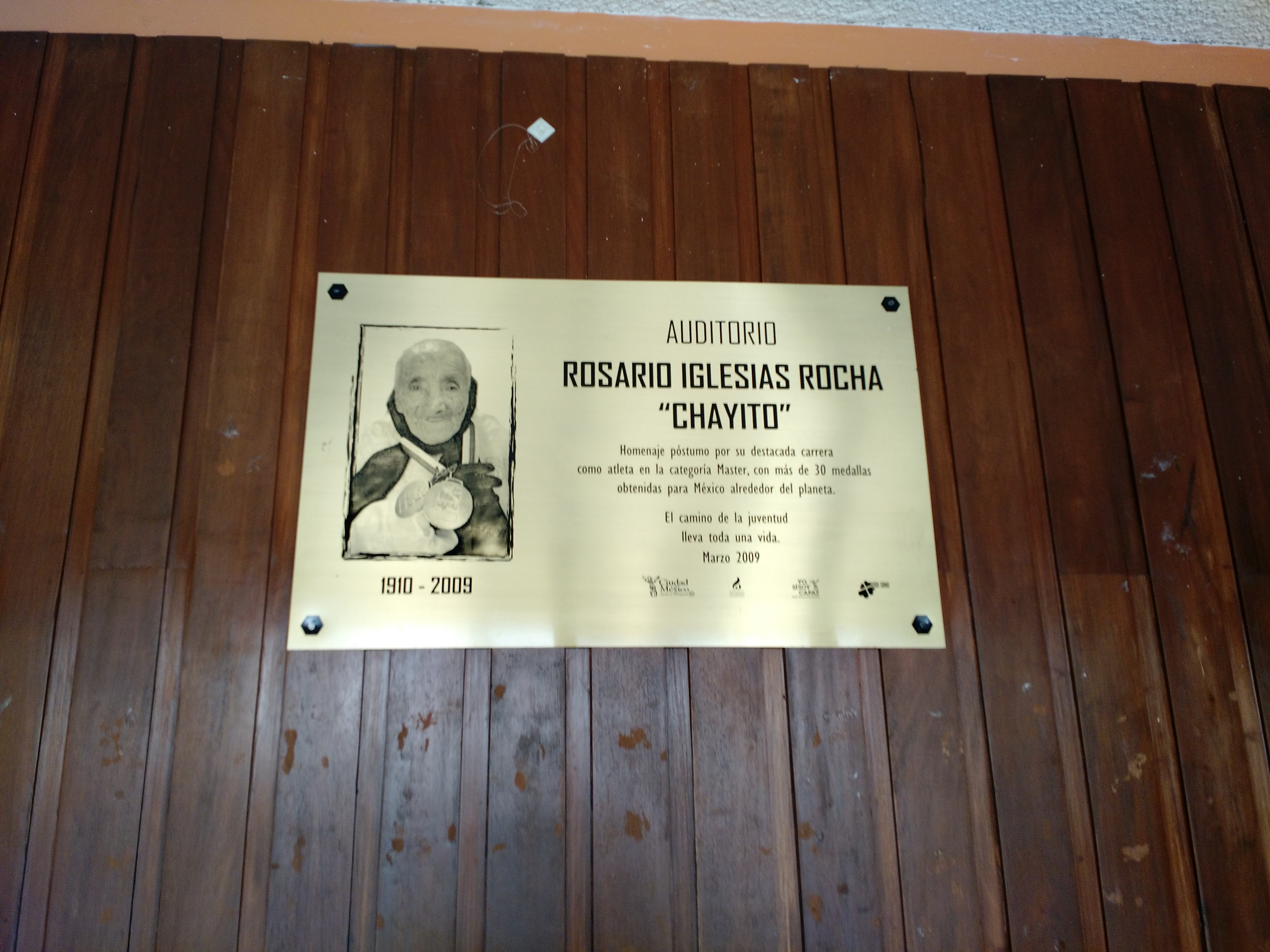
Placa fuera del deportivo Rosario Iglesias Rocha, dentro del deportivo del mismo nombre. Tlalpan, Ciudad de México.

Rosario Iglesias Rocha, más conocida como Doña Chayito (Ciudad de México, 31 de agosto de 1910 - ibídem, 30 de enero de 2009), fue una atleta mexicana que practicaba las pruebas de 200, 400, 600 y 800 metros planos en categoría de mayores.

## Trayectoria deportiva
La primera intervención de Chayito en un campeonato de mayores fue en la edición de 1993, en Miyazaki, Japón. A partir de aquí participó en Canadá en 1994, Estados Unidos en 1995, Sudáfrica en 1997, Reino Unido en 1999, Australia en 2001, en Carolina (Puerto Rico) en 2003 finalizando en San Sebastián en 2005, como única en su categoría a los 95 años, con el título de 200 metros lisos.
En casi todos los campeonatos consiguió medallas como recompensa a sus participaciones que, junto a las logradas en Barbados y Estados Unidos, sumaron más de treinta.

## Premios nacionales
También a sus 95 años dejó de repartir periódicos en el puesto que tenía en la colonia Nápoles y, aunque no consiguió el premio nacional, fue reconocida con el que otorga el Instituto Nacional de las Mujeres, además de haber recibido en 2003, de manos de Andrés Manuel López Obrador, el premio del deporte capitalino.
Cuando la antorcha de la Olimpiada de Atenas hizo su recorrido por México, ella fue la última relevista.

## Muerte
Rosario Iglesias se inició en el atletismo una vez cumplidos sus 80 años de edad. Falleció por causas naturales, el 30 de enero de 2009 en México, su ciudad natal. Sus hijas Ester y Cristina le dieron una descendencia de 15 nietos, 30 bisnietos y 14 tataranietos. Sus restos fueron incinerados en el Panteón de Dolores.